# یواس‌اس المپیا (سی-۶)
یواس‌اس المپیا (سی-۶) (به انگلیسی: USS Olympia (C-6)) یک کشتی است که طول آن ۳۴۴ فوت ۱ اینچ (۱۰۴٫۸۸ متر) می‌باشد. این کشتی در سال ۱۸۹۲ ساخته شد. المپیا رزم‌ناو حفاظتی/پشتیبانی بود که از زمان به آب اندازی خود در سال ۱۸۹۵، تا سال ۱۹۲۲ در نیروی دریایی ایالات متحده آمریکا خدمت کرده‌است. عمده شهرت این کشتی از زمانی آغاز شد که در جنگ آمریکا و اسپانیا و به ویژه نبرد خلیج مانیل، به عنوان ناو سرفرماندهی جورج دیوئی، آدمیرال برجسته و مشهور نیروی دریایی ایالات متحده خدمت کرد. المپیا پس از بازگشت به ایالات متحده در سال ۱۸۹۹ از رده خارج شد. هر چند، در سال ۱۹۰۲ مجدداً به خدمت بازگشت.
در سال ۱۹۵۷ نیروی دریایی آمریکا، این کشتی را به انجمن رزم‌ناو المپیا واگذار کرد و از آن زمان، المپیا یک کشتی‌موزه در فیلادلفیا بوده‌است و متعاقب آن، در سال ۱۹۶۶ به عنوان یک مکان تاریخی ملی نامیده شد. المپیا قدیمی‌ترین کشتی جنگی فولادی آمریکا است که هنوز هم شناور است. تعمیراتی بالغ بر ۱۰ تا ۲۰ میلیون دلار به شدت مورد نیاز بود تا این کشتی سرپا (شناور) بماند. تا سال ۲۰۱۴ متولیان این کشتی‌موزه ضمن تغییر برنامه‌های خود در راستای جذب منابع حمایتی، از اهداکنندگان خصوصی و همچنین آژانس‌های فدرال و ایالتی برای شروع تعمیرات کشتی بودجه دریافت کردند.

## نگارخانه

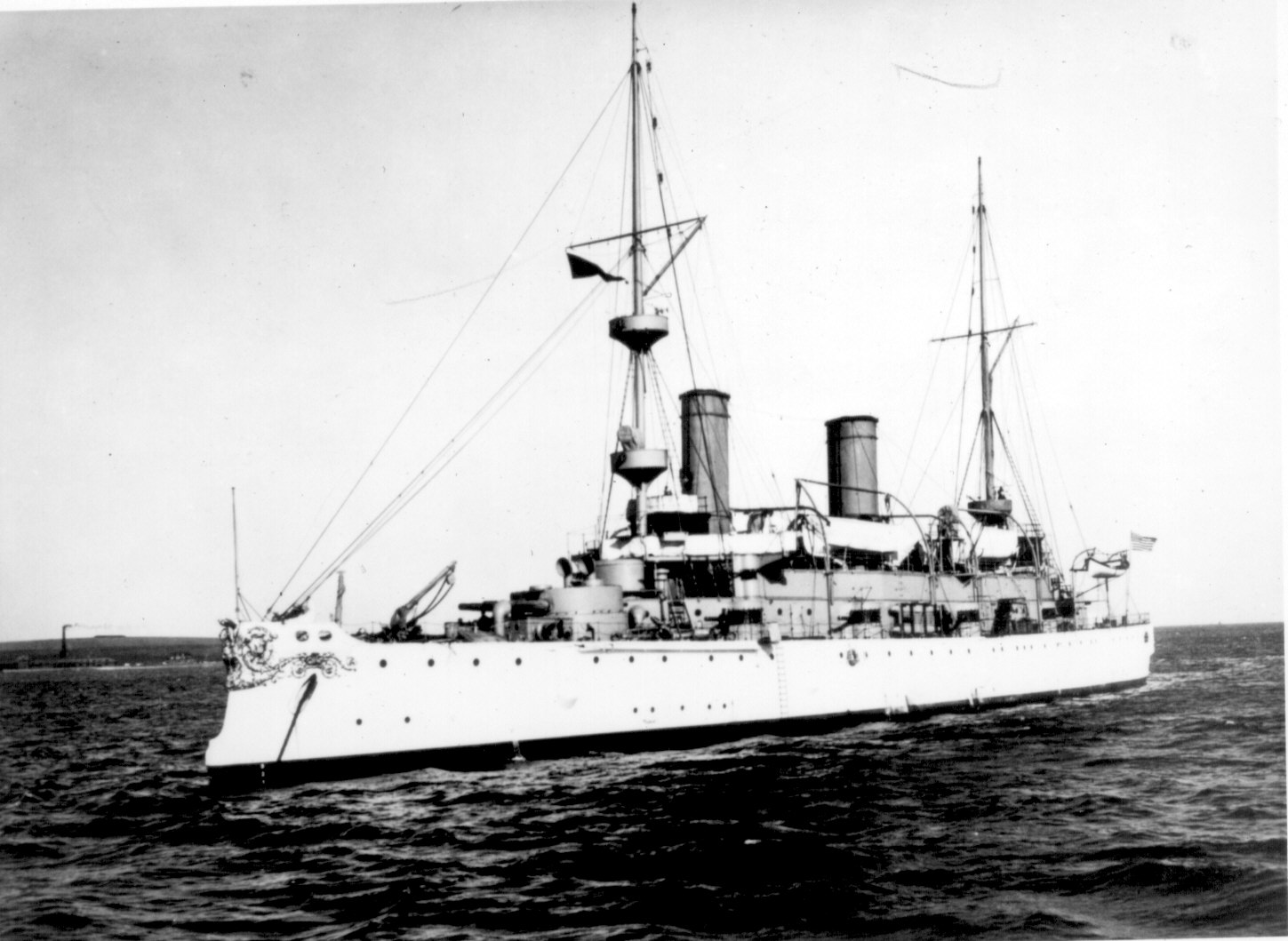
USS Olympia;c0605.jpg
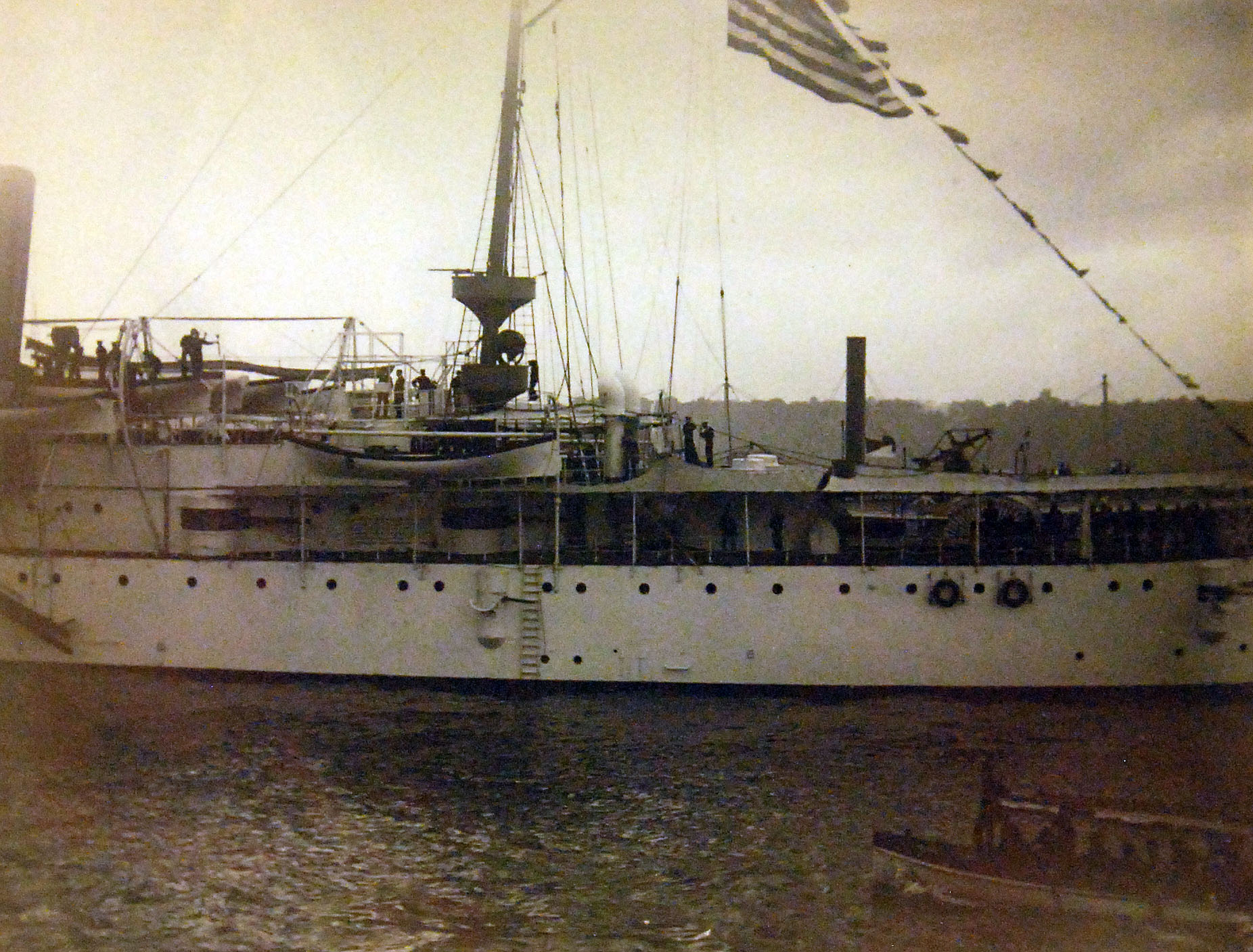